# (6239) Minos
(6239) Minos ist ein erdnaher Asteroid des Apollo-Typs, der am 31. August 1989 von den amerikanischen Astronomen Carolyn und Eugene Shoemaker am Palomar-Observatorium (IAU-Code 675) entdeckt wurde. Er kreuzt die Bahnen von Mars, Erde und Venus. Am 10. August 2010 passierte er das Erde-Mond-System in einer Entfernung von 0,0985 AE.
Der Himmelskörper ist nach Minos, dem König von Kreta aus der griechischen Mythologie, benannt.